# Mapa do centro histórico de Santiago de Compostela
Esta página contém um mapa com alguns dos monumentos, ruas e praças que se encontram no centro histórico de Santiago de Compostela ou suas imediações.
O centro histórico da Santiago de Compostela, capital da Galiza, Espanha é uma área urbana classificada como Património Mundial pela UNESCO desde 1985. Nas suas ruas medievais de granito, há 41 edifícios qualificados como sendo de valor arquitetónico, histórico ou cultural excecional, que por isso foram propostos para serem individualmente declarados como bens de interesse cultural (monumentos nacionais), estatuto já obtido por sete deles. No total, há 1 411 edifícios inventariados como de interesse no conjunto urbano; 293 deles apresentam caraterísticas tipológicas e de composição com especial relevo arquitetónico e ambiental.